# Sibirisk rosenfink
Sibirisk rosenfink (Carpodacus roseus) är en asiatisk fågel i familjen finkar inom ordningen tättingar. Den häckar i Sibirien och norra Mongoliet. Vintertid flyttar den till norra Kina, Japan och Koreahalvön. Arten har påträffats i Europa, men de flesta fynden tros utgöras av burrymlingar. IUCN kategoriserar arten som livskraftig.

## Utseende
Sibirisk rosenfink är en medelstor till stor (16–17,5 cm) men slank rosenfink med lång kluven stjärt. Hane i häckningsdräkt är karakteristiskt djupt rosa på huvud och nästan hela undersidan, med vita spetsar på hake, strupe och hjässa. Från nedre delen av ryggen till övre stjärttäckarna är den blekrosa, ett större område än någon annan rosenfink. Vingarna är bruna med två bleka vingband. Honan är mattare, mer smutsbrun, och mörkstreckad, med enbart röd nyans i ansikte, på strupe och bröst. Övergumpen är starkt orangefärgad.

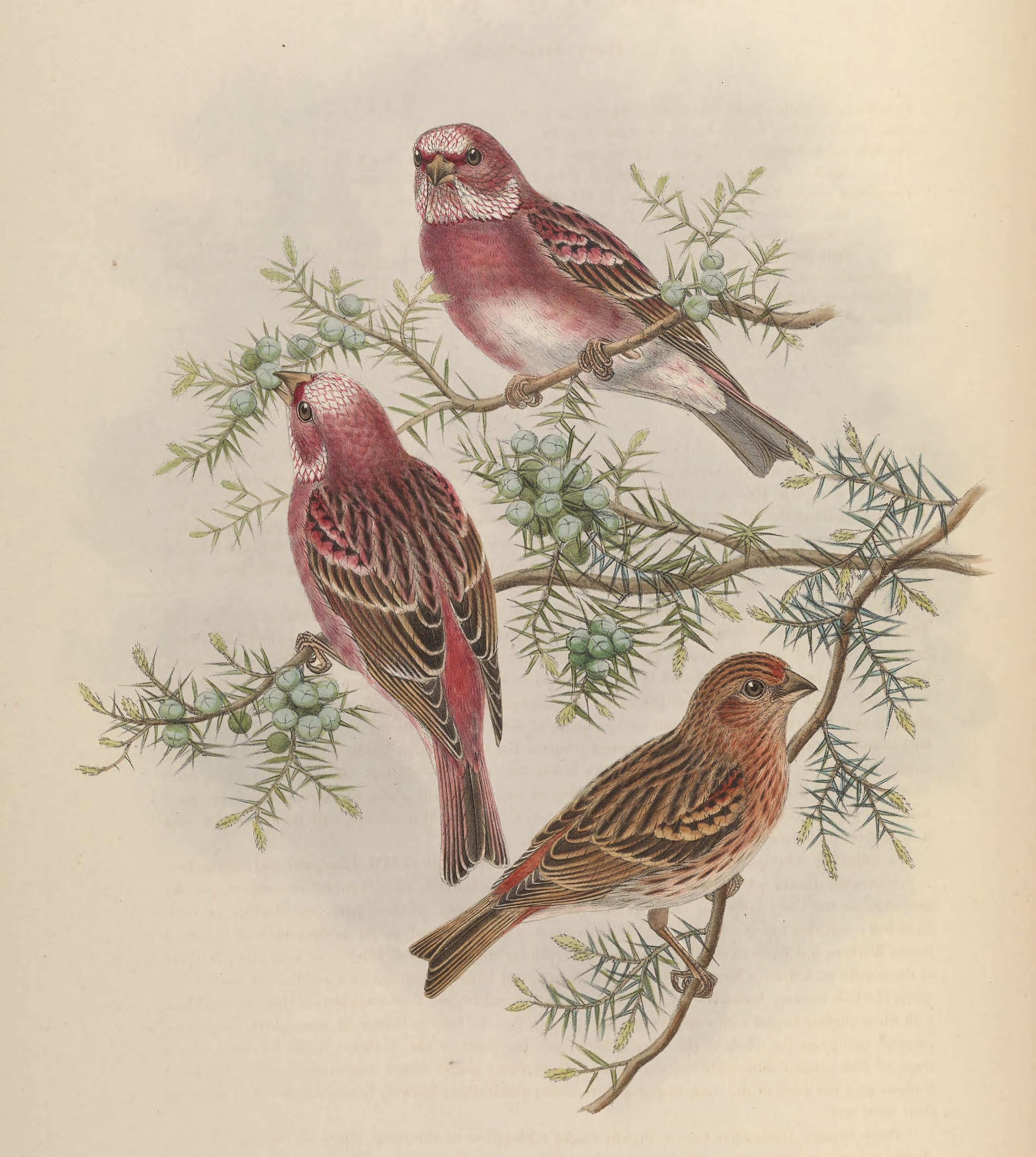
Två hanar och en hona sibirisk rosenfink illustrerade av John Gould.

## Läte
Bland lätena hörs mjuka visslande "fee", metalliska "tsuii", ett rätt högljutt sparvliknande "dzh" och kraftiga "chek-chek", något mjukare och djupare än stenknäck. Sången består av en serie stigande och fallande toner.

## Utbredning och systematik
Sibirisk rosenfink delas in i två underarter med följande utbredning:
- Carpodacus roseus roseus – förekommer i Sibirien och norra Mongoliet, övervintrar i norra Kina och Japan
- Carpodacus roseus portenkoi – förekommer på Sachalin, övervintrar i Sydkorea och norra Japan

Den häckar troligen även i Nordkorea.
Arten har påträffats flera gånger i Europa, bland annat i Sverige, men de flesta observationer tros röra sig om individer som rymt ur fångenskap. Några fynd från Ryssland, Ukraina och Ungern har dock bedömts härröra från fåglar som tagit sig till Europa på naturlig väg.

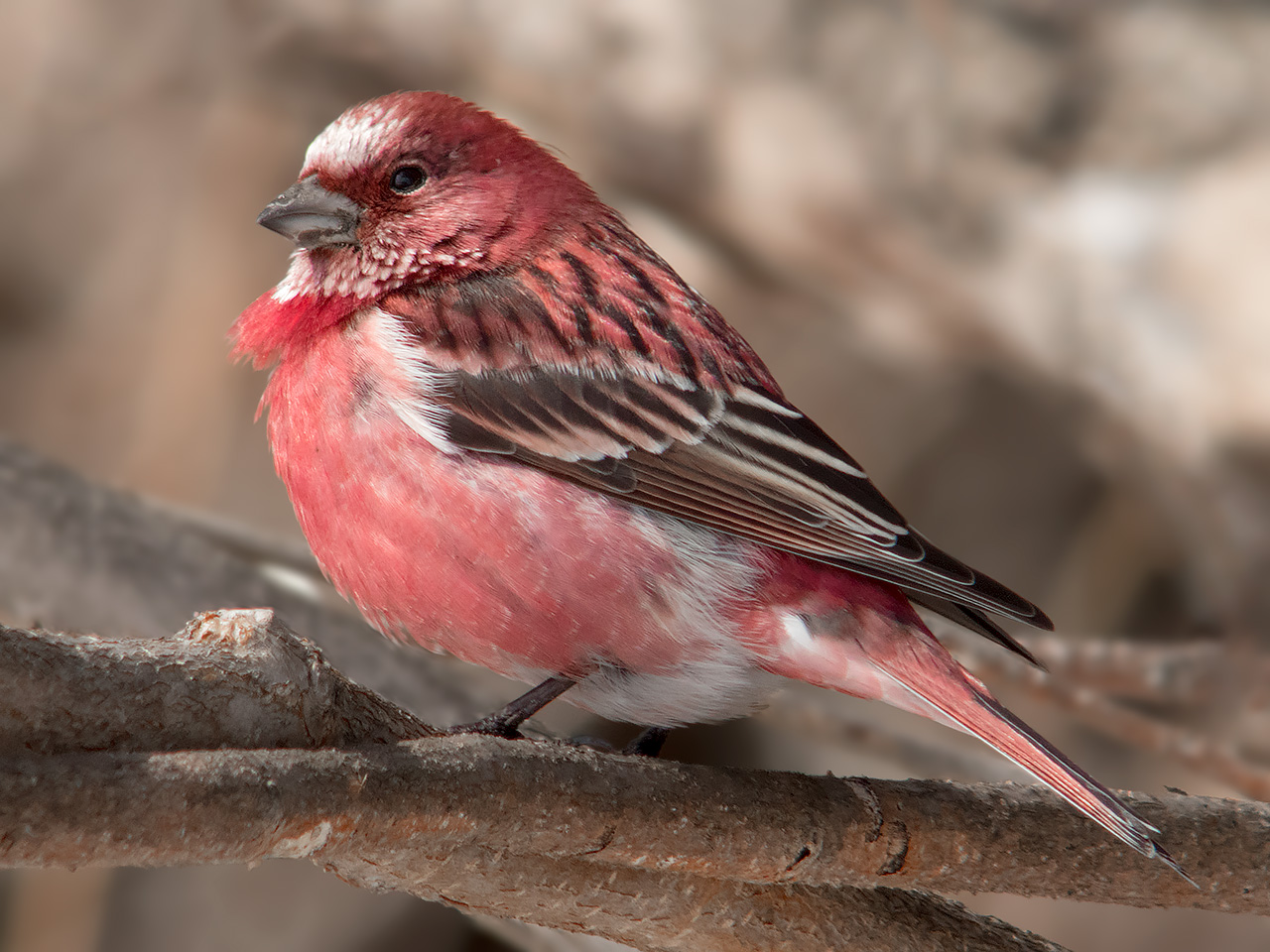

## Levnadssätt
Fågeln häckar i låglänt och bergsbelägen tajga, mellan maj och augusti. Den häckar monogamt, tillfälligtvis i lösa kolonier, och kan möjligen lägga två kullar. Arten lever mestadels av frön, men även knoppar, skott och ibland bär.

## Status och hot
Arten har ett stort utbredningsområde och stabil populationsutveckling. Utifrån dessa kriterier kategoriserar IUCN arten som livskraftig (LC). Världspopulationen har inte uppskattats, men den beskrivs som lokalt vanlig eller fåtalig. Arten är fåtalig i södra delen av utbredningsområdet, med bara några häckande par i Kazakstan.